# Gastronomía de Aragón

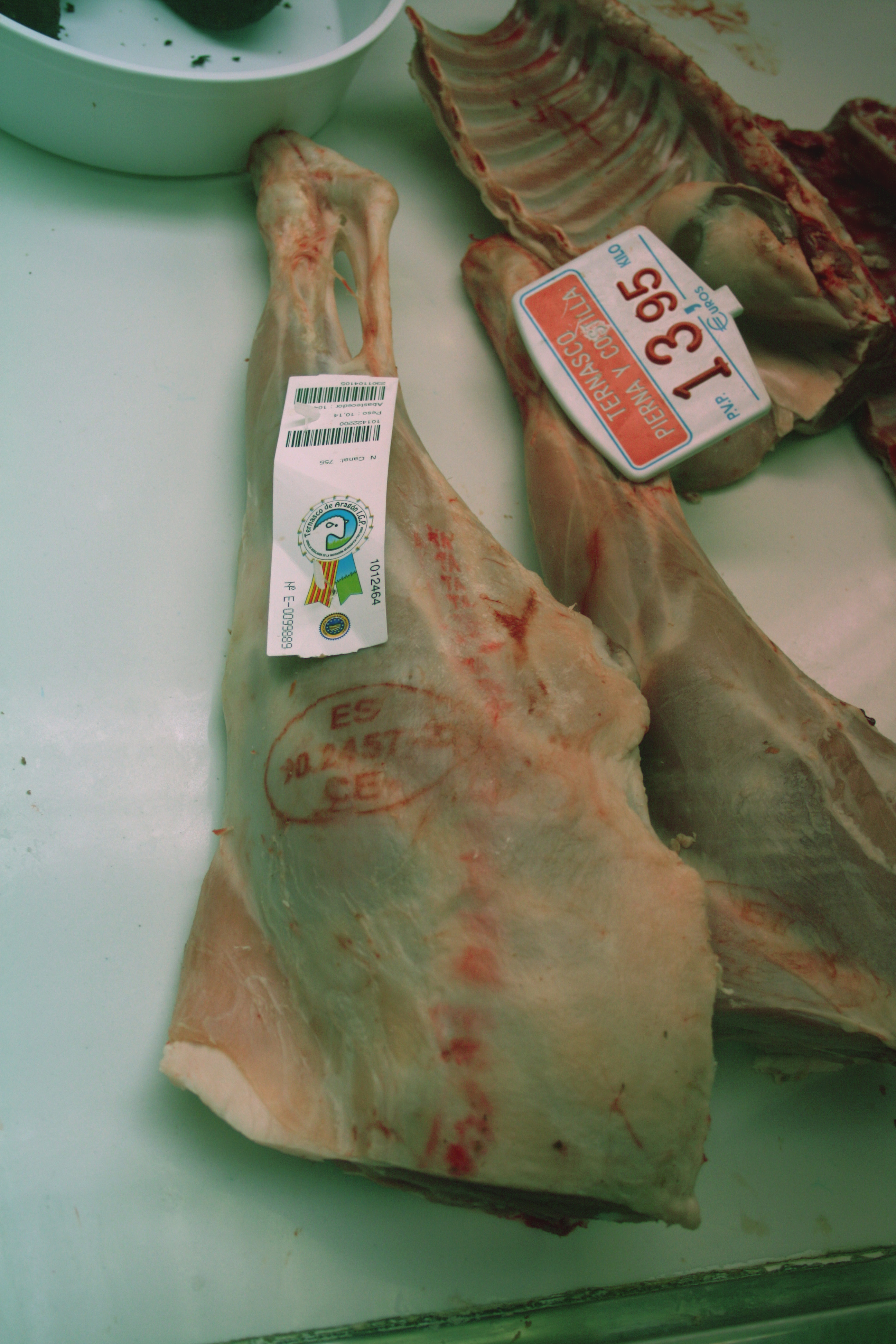
Pierna de ternasco de Aragón (con las marcas «TA» en la carne), uno de los productos más típicos de la región.

La gastronomía de Aragón corresponde a las costumbres culinarias existentes en Aragón. Se trata de una cocina influida por sus vecinos del norte y del este mediterráneo. La gastronomía aragonesa cuenta además con las abundantes huertas de la cuenca del Ebro, por lo que sus excelentes frutas y verduras están presentes en muchos de sus platos. Teodoro Bardají ha sido considerado como el principal teórico e investigador de la gastronomía aragonesa durante buena parte del siglo XX.

## Alimentación

### Frutas y verduras
Son afamadas por su calidad diferentes verduras como los tomates, las cebollas (las Cebollas de Fuentes de Ebro son especialmente famosas ya que no pican), ajos, lechugas, pepinos, tomates (como el famoso Tomate rosa de Barbastro), y un largo etcétera. Su plantación es abundante a lo largo de los valles del Ebro. Entre las frutas hay que nombrar el melocotón, con tipos que tienen denominación de origen como el Melocotón tardío del Bajo Aragón, conocido como melocotón de Calanda. También son conocidos los de Campiel por su alta calidad, las ciruelas de la ribera baja del Ebro, y las peras de Don Guindo, en Teruel. Son muy apreciadas las olivas negras del Bajo Aragón, de las cuales se prepara también la olivada (paté de oliva negra). Así mismo, el aceite del Bajo Aragón es considerado uno de los mejores del mundo.
Según Antonio Beltrán, autor de Cocina Aragonesa (1985), «En Aragón todos los días del año se pueden comer primeros platos de verduras, que van desde los bisaltos a las alcachofas, desde las borrajas -reinas del mundo cocineril- hasta los cardos, las judías verdes y muchos etcéteras más». Las borrajas son particularmente típicas de las comarcas cercanas a Zaragoza, y con los cardos se preparan cardos con almendras, típicos de la Navidad aragonesa.

### Setas y hongos
En Aragón crecen diversas setas que son muy apreciadas en su tradición culinaria. Entre ellas podemos encontrar el Lactarius deliciosus, llamado por estas tierras rebollón, el Boletus edulis, una de las setas más apreciadas en la cocina por su sabor y textura, el champiñón, la senderilla, la seta de cardo y también la trufa negra.

### Carnes y pescados
En carnes es abundante la de caza: conejo, liebre, perdiz, etcétera. Son famosas algunas preparaciones de carne en salazón, como el jamón de Teruel. En el terreno de platos se tiene el ternasco, que posee una denominación específica de Ternasco de Aragón, y también el cordero al chilindrón o las chiretas. Entre las aves son famosos el pollo al chilindrón y el pollo en pepitoria. También son muy conocidos los embutidos, como la morcilla de arroz, la longaniza de Graus y la butifarra. 
En el terreno de los pescados se encuentra el bacalao ajoarriero (elaborado con bacalao en salazón), el bacalao a la baturra, la sardina rancia (que participa en platos populares como las judías con sardina rancia), las truchas a la aragonesa, la truchas a la turolense o las ancas de rana.

### Pan

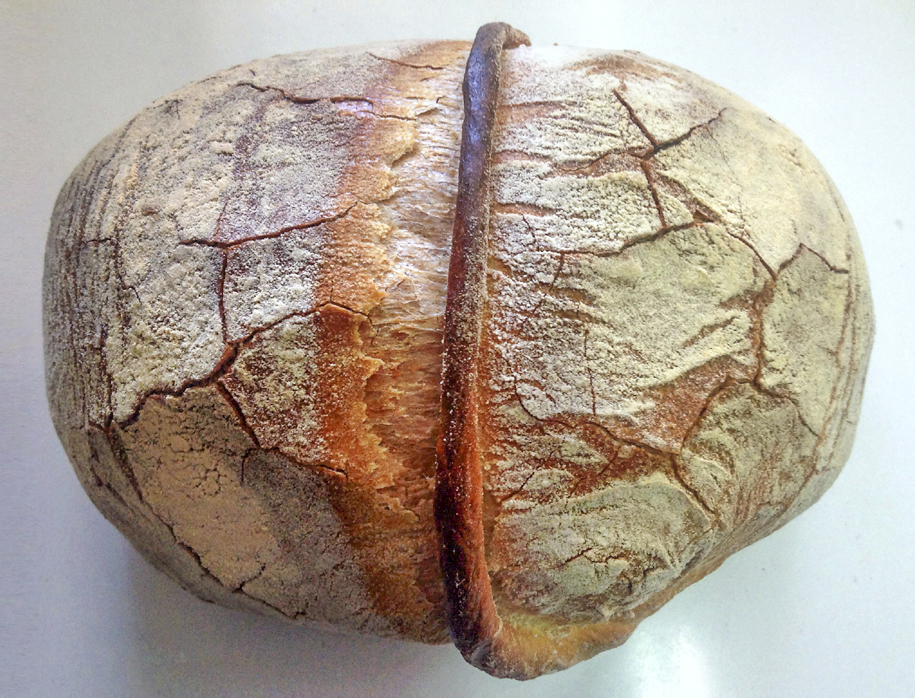
Pan de cinta.

Al igual que en otras regiones del interior de España, el pan en Aragón es un alimento de gran relevancia en la dieta tradicional, ya que ha sido el principal sustento de los aragoneses durante generaciones. La mayor investigación sobre la cultura del pan en Aragón fue publicada por Rafael Montal Montesa (El pan y su influencia en Aragón, 1997 Ed. IFC). Algunos panes típicos de Aragón son el pan de tres moños en Huesca, el pan de cinta en Zaragoza o el pan de estrella en Teruel. Así como unos panes con forma anular llamados bisalticos. Con la masa dura se prepara el pan macerado, que es como es conocido el pan candeal en tierras aragonesas.
Son muy famosas las migas de pastor, que generalmente se preparan con ajo, cebolla, tocino, chorizo o morcilla, y se comen con uvas. Eran preparadas por los trashumantes que por las cañadas cruzaban la región de norte a sur. De las cañadas recibe su nombre una torta de pan llamada pan de cañada, típica del Bajo Aragón.

### Quesos
Hay diversos y variados quesos de gran calidad, como el conocido queso de Tronchón, que fue citado por Cervantes en El Quijote, hecho con leche de oveja, a veces mezclada con leche de cabra. También son afamados los quesos de Alcañiz (Santa Bárbara), Samper de Calanda (Patamulo, Pañoleta, Los Valles y Los Tambores), de Hecho y Ansó, Biescas, El Burgo de Ebro, Gistaín, Benasque, Benabarre, Radiquero (Monclús), Sahún, Sieso, Caspe (Granja de los Arcos), etcétera.

### Postres y dulces
En Aragón hay deliciosos postres y dulces muy elaborados, como las frutas de Aragón (frutas confitadas cubiertas de chocolate negro), la trenza de Almudévar (Creada por la pastelería oscense Tolosana), el pastel ruso ((En España es conocido como una especialidad oscense. La pastelería Ascaso de Huesca fue la primera pastelería que lo elaboró, después de haber obtenido la fórmula, que se pretende secreta, de la pastelería Artigarrède de Oloron Sainte Marie al otro lado de la frontera francesa, establecida en 1923 y que lo tiene a la venta desde entonces. Se llama ruso porque las almendras con las que se confeccionaba en sus inicios procedían de la península de Crimea, lugar mítico en el imaginario colectivo francés de la época que aún recordaba la batalla de Sebastopol librada por Francia contra Rusia en la decimonónica guerra de Crimea.)), las castañas de Huesca (castañas de mazapán cubiertas de caramelo que en algunas pastelerías oscenses le dan un tono rojo), los lazos de Jaca, el guirlache, los adoquines del Pilar, las tortas de alma, las cocas, el lanzón de San Jorge, el melocotón con vino, etcétera.

## Bebidas

### Vinos
Actualmente en Aragón podemos disfrutar de vinos de gran calidad que provienen de cinco Denominaciones de Origen Protegidas (D.O.P.)
- D.O.P. Somontano. Se creó en 1984 y su zona de producción se encuentra a una altura comprendida entre los 350 y los 1000 m sobre el nivel del mar y se extiende por 43 municipios. A destacar la variedad de vino blanco gewürztraminer.

- D.O.P. Cariñena. Actualmente está constituida por los terrenos ubicados en 16 términos municipales, todos ellos de la provincia de Zaragoza. En los siglos XV a XIX, numerosas crónicas ensalzaron los vinos de Cariñena. Posteriormente, en 1932, coincidiendo con la creación de las denominaciones de origen se inaugura la Estación Enológica de Cariñena.

- D.O.P. Campo de Borja. La Denominación de Origen "Campo de Borja" se reconoció en 1980. Está situada al noroeste de la provincia de Zaragoza, siendo una zona de transición entre las montañas del Sistema Ibérico y el Valle del Ebro. Comprende el Somontano del Moncayo y se extiende a lo largo del Valle del río Huecha y los llamados Llanos de Plasencia. La influencia que tuvo el Monasterio de Veruela en el desarrollo de la vid fue muy importante conservando, desarrollando y potenciando la viticultura que llega hasta nuestros días. Los vinos de la DOP "Campo de Borja" se caracterizan por una gran expresividad que otorga la variedad Garnacha. Esta variedad autóctona de Aragón, mayoritaria en "Campo de Borja" aporta a los vinos gran intensidad de aromas y sabores afrutados, al igual que una mayor concentración glicérica que proporciona una sensación final de dulzor en boca.

- D.O.P. Calatayud. La Denominación de Origen "Calatayud", reconocida en 1989, está localizada en la parte más suroccidental de la provincia de Zaragoza. La superficie de viñedo se distribuye en 51 municipios de una zona enmarcada por las formaciones montañosas que se desprenden del macizo del Moncayo y que se organiza alrededor de una compleja red fluvial formada por los afluentes del Ebro: (Jalón, Jiloca, Manubles, Mesa, Piedra, Ribota).

- D.O.P. Aylés. “Vino de pago” es un término tradicional aplicable a los vinos elaborados a partir de las uvas cultivadas en un paraje o sitio rural con características edáficas y de microclima propias que lo diferencian y distinguen de otros de su entorno, conocido con un nombre vinculado de forma tradicional y notoria al cultivo de los viñedos. En el año 2011 se reconoce en la Comunidad Autónoma de Aragón el Vino de Pago «Aylés» y se inscribe en la Unión Europea como Denominación de Origen Protegida «Aylés».Cuenta con 46 hectáreas cultivadas situadas en el término municipal de Mezalocha (Zaragoza). DOP Aylés

Asimismo, se elaboran vinos con la denominación Vinos de la Tierra ya que en el año 2009 se produce un cambio importante en la legislación europea en materia de denominaciones geográficas. En el nuevo régimen de protección los “Vinos de la Tierra” se inscriben como "indicaciones geográficas protegidas" (IGP) y la mención "vino de la tierra" se reconoce como término tradicional que podrá ser sustituido en el etiquetado y presentación de esos vinos por la mención "indicación geográfica protegida o IGP":
- Vino de la Tierra de Bajo Aragón
- Vino de la Tierra Ribera del Gállego-Cinco Villas
- Vino de la Tierra Ribera del Jiloca
- Vino de la Tierra de Ribera del Queiles
- Vino de la Tierra de Valdejalón
- Vino de la Tierra Valle del Cinca

También se elabora cava de excelente calidad, moscatel, retacía (ratafía), pacharán, etcétera.

## Platos

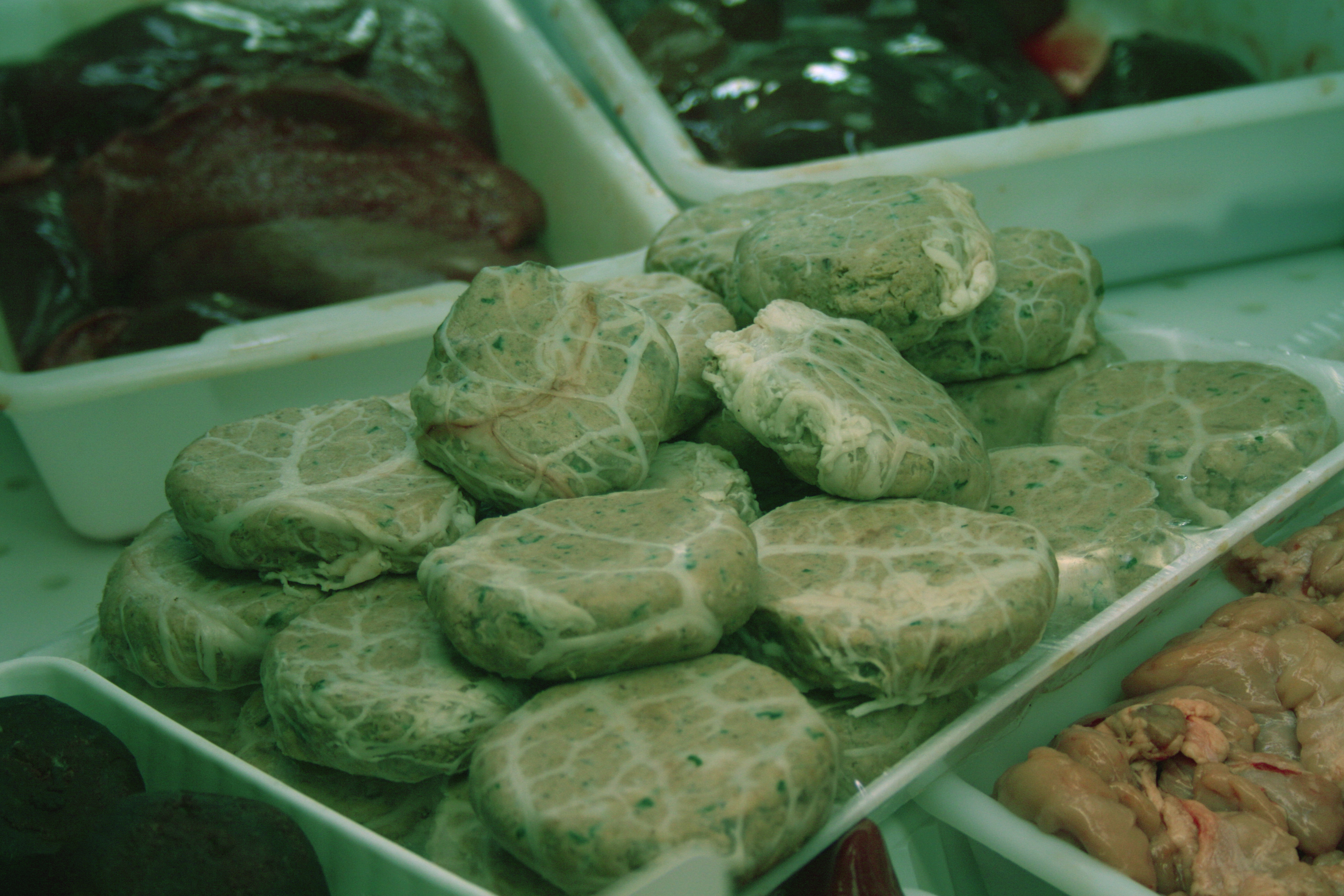
Fardeles.

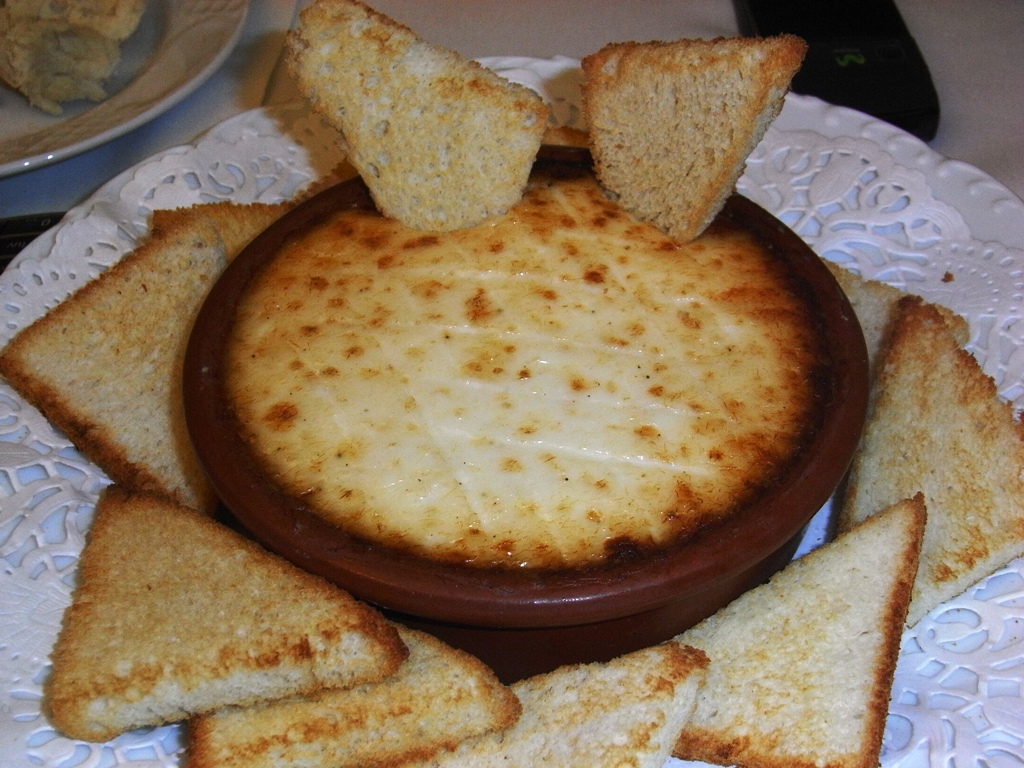
Brandada de bacalao

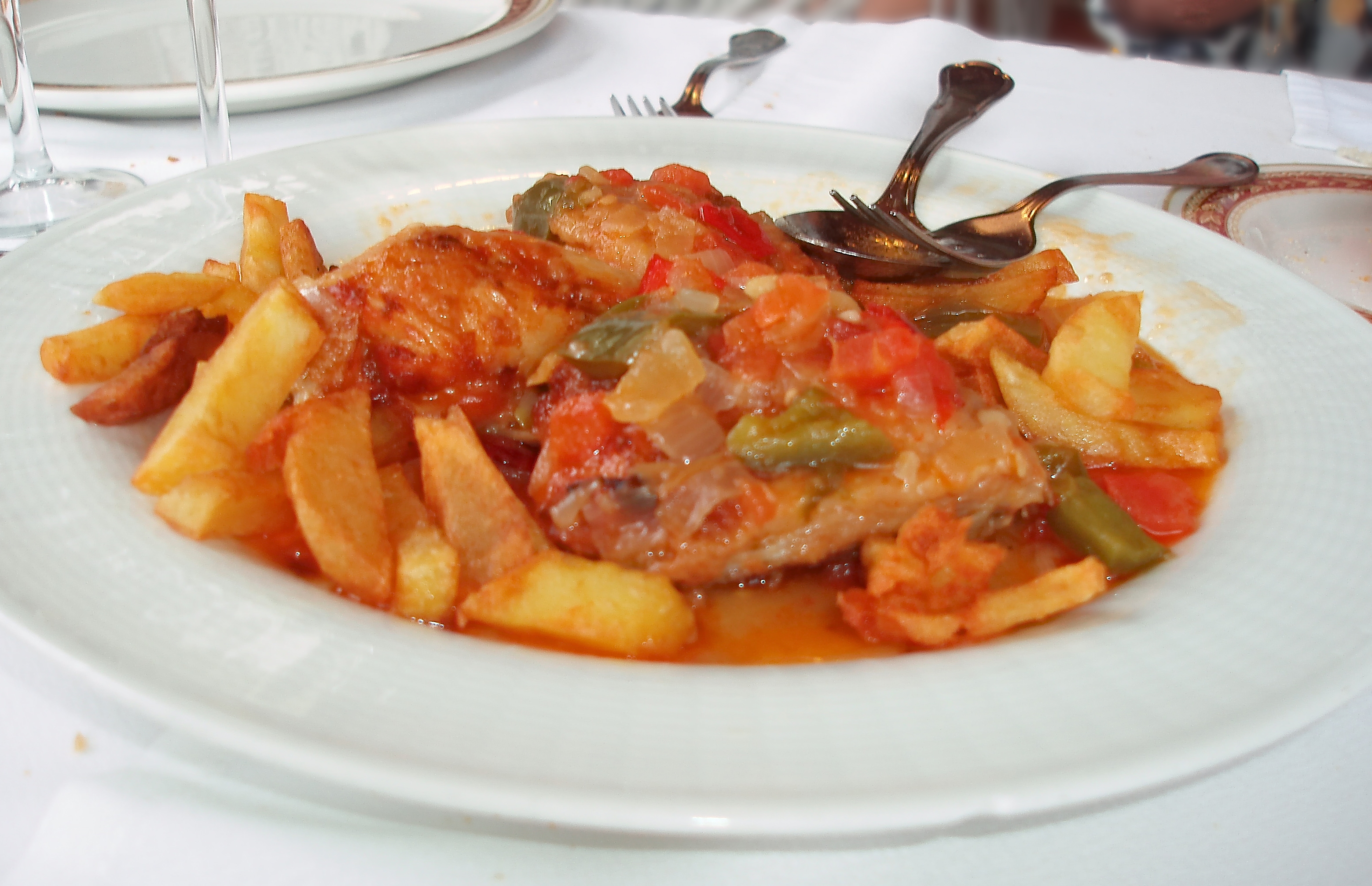
Pollo al chilindrón

- Anguilas en salsa, al vino blanco o con habichuelas
- Arbiello
- Bacalao ajoarriero
- Besugo asado con longaniza de Graus
- Bispo
- Borraja
- Cerdo en salmorejo
- Chireta
- Codornices al jamón o con verduras
- Conejo con caracoles
- Congrio con garbanzos
- Congrio con huevos a la bilbilitana
- Cordero a la pastora
- Crema de borrajas
- Ensalada benasquesa
- Ensalada ilustrada
- Fardeles
- Fritada aragonesa
- Gazpachos, o gaspachos, de la Sierra de Albarracín
- Huevos al salmorrejo
- Huevos tontos
- Lomo a la baturra
- Magras con tomate
- Merluza rellena de jamón de Teruel y pimientos
- Migas con jamón y uva
- Pollo al chilindrón
- Queso de cabra frito con mermelada de tomate verde, de Bronchales
- Recao de Binéfar
- Salpicón de vaca
- Sopas canas
- Sopetas de Panticosa
- Ternasco de Aragón, en sus diferentes modalidades (asado, con huevos y espárragos, jarretes con setas, al horno con patatas a lo pobre, etcétera)
- Truchas a la aragonesa o a la turolense
- Verdura al ajorriero
- En Navidad es muy típico cocinar el cardo con salsa de almendras y piñones.

### Repostería
- Almojábanas
- Coc en mel
- Crespillos de borraja, una especie de buñuelos
- Frutas de Aragón
- Mostillo de Cariñena
- Pastillos de calabaza
- Tarta de yogur con chordón del Moncayo
- Tortas de alma
- Trenza de Almudévar
- Turrón de guirlache

## Indicaciones geográficas

Vinos DO de Aragón.

Denominaciones de Origen Protegidas Alimentarias
- DO Aceite del Bajo Aragón
- DO Aceite Sierra del Moncayo
- DO Cebolla Fuentes de Ebro
- DO Jamón de Teruel
- DO Melocotón de Calanda

Denominaciones de Origen Protegidas Vínicas
- DO Calatayud
- DO Somontano
- DO Cariñena
- DO Campo de Borja
- DO Calatayud
- DOP Aylés

Indicaciones Geográficas Protegidas Alimentarias
- IGP Ternasco de Aragón

Indicaciones Geográficas Protegidas Vínicas
- IGP Bajo Aragón
- IGP Ribera del Jiloca
- IGP Valle del Cinca
- IGP Ribera del Gállego Cinco Villas
- IGP Valdejalón

Supraautonómicas (las comparten zona con otras CCAA)
- DO Cava
- IGP Espárrago de Navarra
- IGP Carne de Ávila